# Sugar Rush (Fernsehserie)
Sugar Rush ist eine zwanzigteilige britische Fernsehserie von Channel 4. Sie basiert auf dem gleichnamigen Roman von Julie Burchill und beschäftigt sich mit Kim, die sich in ihre beste Freundin Maria „Sugar“ Sweet verliebt. Die Erstausstrahlung erfolgte vom 7. Juni 2005 bis zum 17. August 2006 auf dem Fernsehsender Channel 4. In Deutschland wurde die Serie auf TIMM gezeigt.

## Handlung
Die 15-jährige Kim verliebt sich in ihre beste Freundin Sugar. Da diese heterosexuell ist, möchte Kim über Sugar hinwegkommen. Kim, die selbst über keinerlei sexuelle Erfahrungen verfügt, erzählt Sugar, dass sie Sex mit einem Mann haben möchte. Sie weiß bereits genau, wer dafür infrage kommt. Ein gutaussehender Handwerker namens Dale, der bei ihnen zu Hause die Küche repariert. Trotzdem kann Kim nur an Sugar denken, die ihr beim Styling hilft. Sie findet ihre Idee mit Dale zu schlafen nicht mehr wirklich gut. 
Als sie wenig später aufgestylt nach Hause kommt, hat Dale gerade Sex mit ihrer Mutter. Kim rennt schockiert aus dem Haus. Sie ist entsetzt darüber, dass ihre Mutter ihren Vater betrügt und ihm nichts davon erzählt. Kim sucht Unterstützung bei Sugar. 
Sugar ist jedoch sehr egoistisch. Sie ist nur dann für ihre Freundin da, wenn es zu ihrem eigenen Vorteil ist und nutzt Kim immer wieder aus. Kim versucht unterdessen immer wieder von ihrer Besessenheit von Sugar loszukommen.
Als Sugar nach einer versuchten Vergewaltigung, ihren Angreifer mit einer zerbrochenen Flasche nieder sticht, ruft sie in Tränen aufgelöst Kim an. Diese ist sofort zur Stelle. Die beiden klauen ein Auto und nutzen die Kreditkarte von Kims Mutter. Sugar und Kim finden zueinander und küssen sich leidenschaftlich. Jedoch werden sie wenig später von der Polizei geschnappt. Sugar, die schon einige Vorstrafen hatte, muss ins Gefängnis, während Kim zu Hause bei ihren Eltern bleiben kann. Trotzdem kommt Kim Sugar jede Woche im Gefängnis besuchen und erzählt ihr von ihren Erlebnissen.
Während Kim ihre ersten lesbischen Sexerfahrungen macht und sich neu verliebt, vermisst Sugar im Knast den Sex mit Männern. Als Sugar aus dem Gefängnis entlassen wird, möchte sie bei Kim einziehen, da sie ansonsten keine andere Bleibe hat. Kim hat jedoch gerade eine neue Beziehung mit der DJin Saint angefangen und findet die Idee gar nicht so berauschend. Schließlich willigt Kim jedoch ein. Das Zusammenwohnen mit Sugar führt zu einigen Konflikten, sowohl zwischen Kim und Saint als auch zwischen Kim und Sugar und so zieht Sugar schließlich in ihre eigene Wohnung.
Die Beziehung von Kim und Saint wird immer intensiver und Saint möchte mit Kim zusammen ziehen. Kim weiß nicht, ob sie dazu bereit ist und fährt erst einmal zu Sugar auf eine Party in deren Wohnung. Sugar rät Kim zu Saint zu ziehen. Kim fährt noch am selben Abend zu Saint und zieht bei ihr ein. Am anderen Morgen steht Sugar vor der Tür. Ihre Wohnung fing durch eine, von Kim weggeworfene, Zigarette Feuer und ist völlig abgebrannt. Sugar hat keine Bleibe mehr und möchte bei Kim und Saint einziehen. Kim muss sich entscheiden, ob sie das wirklich möchte. Wenn sie ablehnen würde, würde sie sich vollständig auf eine fantastische Zukunft mit Saint konzentrieren, willigt sie ein, bleibt ihr eine Tür in die Vergangenheit offen.

## Hintergrund
Sugar Rush basiert auf einem Roman von Julie Burchill. Olivia Hallinan und Lenora Crichlow spielten die Hauptrollen in der Serie. Die Serie wurde vom 7. Juni 2005 bis zum 17. August 2006 in Großbritannien auf Channel 4 erstausgestrahlt. Vom 25. Januar bis 29. März 2010 wurde die komplette Serie in Deutschland auf dem Fernsehsender TIMM gezeigt.

## Besetzung
| Rolle               | Schauspieler/in  | Beschreibung |
| ------------------- | ---------------- | --- |
| Kimberly Daniels    | Olivia Hallinan  | Kim ist die lesbische Protagonistin der Serie. Sie verliebt sich in ihre beste Freundin Sugar. |
| Maria „Sugar“ Sweet | Lenora Crichlow  | Sugar ist die beste Freundin von Kim. Sie ist heterosexuell und nutzt ihre Freundin immer wieder für ihre Zwecke aus. Sugar hat keine leichte Kindheit gehabt und ihre Mutter ist nie für Sugar da gewesen. |
| Matt Daniels        | Kurtis O’Brien   | Matt ist Kims jüngerer Bruder. Während er in der ersten Staffel glaubt ein Außerirdischer zu sein, wird er in der zweiten Staffel zum Goth und zieht gerne Frauenkleider an.                                |
| Stella Daniels      | Sara Stewart     | Stella ist die Mutter von Kim und Matt. Obwohl sie mit Nathan verheiratet ist und diesen ihrer eigenen Aussage nach noch liebt, hat sie Affären mit anderen Männern.                                        |
| Nathan Daniels      | Richard Lumsden  | Nathan ist der Vater von Kim und Matt. Er hat eine sehr konservatives Familienverständnis und wird zum Umdenken gezwungen, als er erkennen muss, dass seine Familie diesem überhaupt nicht entspricht.      |
| Saint (Sarah)       | Sarah-Jane Potts | Saint arbeitet in einem Sexshop und als DJ. Eines Tages trifft sie auf Kim und die beiden fühlen sich zueinander hingezogen.                                                                                |
| Tom                 | Andrew Garfield  | Tom ist ein Nachbar von Kim. Er ist heterosexuell und hat zwei homosexuelle Väter. Tom verliebt sich in Kim, die seine Liebe nicht erwidert.                                                                |
| Dale                | Neil Jackson     | Dale ist eine Affäre von Kims Mutter. |
| Mark Evans          | Jalaal Hartley   | Mark ist der Exfreund von Saint. |

## Episoden

### Staffel 1
| Nr. (ges.) | Nr. (St.) | Deutscher Titel          | Originaltitel | Erstausstrahlung Großbritannien | Deutschsprachige Erstausstrahlung (ja) | Regie          | Drehbuch                        |
| ---------- | --------- | ------------------------ | ------------- | ------------------------------- | -------------------------------------- | -------------- | ------------------------------- |
| 1          | 1         | Das erste Mal            | Episode 1     | 7. Juni 2005                    | 25. Jan. 2010                          | Sean Grundy    | Katie Baxendale                 |
| 2          | 2         | Koitus Interruptus       | Episode 2     | 7. Juni 2005                    | 25. Jan. 2010                          | Sean Grundy    | Lucy Watkins                    |
| 3          | 3         | Auf Tuchfühlung          | Episode 3     | 14. Juni 2005                   | 1. Feb. 2010                           | Sean Grundy    | Katie Baxendale                 |
| 4          | 4         | Offene Worte             | Episode 4     | 5. März 2014                    | 1. Feb. 2010                           | Sean Grundy    | Katie Baxendale                 |
| 5          | 5         | Nachhilfe in Französisch | Episode 5     | 12. März 2014                   | 8. Feb. 2010                           | Sean Grundy    | Michael Wynne                   |
| 6          | 6         | Katerstimmung            | Episode 6     | 5. Juli 2005                    | 8. Feb. 2010                           | Harry Bradbeer | Julie Burchill, Holly Phillips  |
| 7          | 7         | Das Bekenntnis           | Episode 7     | 12. Juli 2005                   | 15. Feb. 2010                          | Harry Bradbeer | Katie Baxendale, Julie Burchill |
| 8          | 8         | Zu anderen Ufern         | Episode 8     | 9. Juli 2005                    | 15. Feb. 2010                          | Harry Bradbeer | Jane English, Julie Burchill    |
| 9          | 9         | Alles wird gut           | Episode 9     | 26. Juli 2005                   | 22. Feb. 2010                          | Harry Bradbeer | Katie Baxendale, Jane English   |
| 10         | 10        | Der Notfall              | Episode 10    | 2. Aug. 2005                    | 22. Feb. 2010                          | Harry Bradbeer | Julie Burchill, Jane English    |

### Staffel 2
| Nr. (ges.) | Nr. (St.) | Deutscher Titel            | Originaltitel | Erstausstrahlung Großbritannien | Deutschsprachige Erstausstrahlung (ja) | Regie          | Drehbuch                        |
| ---------- | --------- | -------------------------- | ------------- | ------------------------------- | -------------------------------------- | -------------- | ------------------------------- |
| 11         | 1         | Die schöne Fremde          | Episode 1     | 15. Juni 2006                   | 1. März 2010                           | Harry Bradbeer | Katie Baxendale, Julie Burchill |
| 12         | 2         | Tote Leitung               | Episode 2     | 15. Juni 2006                   | 1. März 2010                           | Harry Bradbeer | Katie Baxendale, Julie Burchill |
| 13         | 3         | Willkommen in der Freiheit | Episode 3     | 22. Juni 2006                   | 8. März 2010                           | Harry Bradbeer | Katie Baxendale, Julie Burchill |
| 14         | 4         | Trio Infernale             | Episode 4     | 29. Juni 2006                   | 8. März 2010                           | Harry Bradbeer | Julie Burchill, Jane English    |
| 15         | 5         | Eifersucht für Anfänger    | Episode 5     | 6. Juli 2006                    | 15. März 2010                          | Harry Bradbeer | Katie Baxendale, Julie Burchill |
| 16         | 6         | Kim macht Probleme         | Episode 6     | 13. Juli 2006                   | 15. März 2010                          | Philip John    | Katie Baxendale, Julie Burchill |
| 17         | 7         | Ein Trip mit Folgen        | Episode 7     | 20. Juli 2006                   | 22. März 2010                          | Philip John    | Julie Burchill, Lucy Watkins    |
| 18         | 8         | Sanktionen                 | Episode 8     | 27. Juli 2006                   | 22. März 2010                          | Philip John    | Julie Burchill, Liz Doran       |
| 19         | 9         | Der Antrittsbesuch         | Episode 9     | 3. Aug. 2006                    | 29. März 2010                          | Philip John    | Katie Baxendale, Julie Burchill |
| 20         | 10        | Trautes Heim               | Episode 10    | 10. Aug. 2006                   | 29. März 2010                          | Philip John    | Julie Burchill, Jane English    |

## Kritiken
Catriona Wightman von Digital Spy lobt die interessante Beziehung zwischen Sugar und Kim, die ehrliche Darstellung des Lebens der Teenager sowie die guten Schauspieler.
Rob Owen von The Gazette meint, dass die Serie aufrichtig in der Darstellung von Kims verworrenen, unsicheren Gefühlszustand sei und komödiantisch die verschiedenen Figuren in Kims Umfeld darstelle.
AfterEllen.com meint, dass Kims Verliebtheit sehr gut dargestellt werden würde. Es sei die Verliebtheit in ein heterosexuelles Mädchen, die die meisten Lesben in ihrem Leben zu bewältigen hätten. Auch die Freundschaft von Kim und Sugar sei glaubhaft und süß.
Clemency Burton-Hill von The Daily Telegraph lobt die herausragenden Darstellungen von Lenora Crichlow und Olivia Hallinan.
Will O’Bryan von Metro Weekly gibt der Serie drei von fünf Punkten. Sugar Rush sei eine sehr gut gemachte Fernsehserie.

## Auszeichnungen und Nominierungen
International Emmy Award:
- 2006: Ausgezeichnet für das beste Programm für Kinder und Junge Leute

BAFTA Award:
- 2007: Nominiert für Bestes Drama[8]